# Oscar Raise
Oscar Raise (ur. 19 lutego 1952 w Gassino Torinese) – włoski lekkoatleta, skoczek wzwyż.
Dwa razy wystąpił na igrzyskach olimpijskich, zarówno podczas igrzysk w Montrealu, jak i igrzysk w Moskwie odpadł w fazie eliminacji.
W 1979 w Splicie zdobył srebrny medal igrzysk śródziemnomorskich. W 1981 został mistrzem Włoch.
Swój rekord życiowy (2,27 m) ustanowił 19 września 1979 w Bolonii.